# サバデイ
サバデイ（カタルーニャ語: Sabadell、[səβəˈðeʎ]）は、スペイン・カタルーニャ州バルセロナ県のムニシピオ（基礎自治体）。バリェス・ウクシダンタル郡に属す。リポイ川の沿岸にあり、バルセロナの北西20kmにある。スペイン語での読みはサバデル。

## 概要
サバデイは、隣接するタラサとともに、紡績工場を持つカタルーニャでの産業革命の先駆者であった。19世紀半ば、スペイン国内では最も重要な羊毛の集約地となり、「カタルーニャのマンチェスター」との異名をとった。今日でも、この繁栄の時代の紡績工場がいまだに見られ、その多くは住居や商業施設として再利用されている。近年のサバデイは、商業、金融業および工業を基盤とする都市であり、目をひくような農業活動は見受けられない。

## 地理
サバデイはバルセロナの北西にあるバリェス・ウクシダンタル郡の中央部に位置し、バルセロナとはおよそ20km離れている。市街地の東側にリポイ川の渓谷が南北に貫く。
南部のバルバラー・ダル・バリェスとは市域を接し、周辺自治体と小都市圏を形成している。

### 人口
出典:INE（スペイン国立統計局）1900年 - 1991年、1996年 - 

## 歴史
ローマ時代、アラゴネ（Arragone）と呼ばれる小さな集落が、現在のラ・サルト教会近くの地にあった。これが中世にはアラオーナ（Arraona/Arrahona）と呼ばれる町となった。その後、別の集落がリポイ川の対岸に建設された。この第二の集落は平野部に位置し、サバデイと呼ばれた。サバデイは拡大し、1378年には人口600人、152世帯を数えた。サバデイは壁で囲まれていたが、16世紀には人口が増加し、いくつかの住宅が壁外に建てられた。当時、最初の織物工場が町に登場し、特に羊毛を用いた衣類をつくるのに貢献した。羊毛工業は続く数世紀に渡って成長、そして1800年時点の町の人口はおよそ2,000人であった。19世紀には町に2つの重要な発展がもたらされた。1856年に鉄道路線が開通、1877年には町から市へと昇格した。1897年の調査では、市人口は23,044人であった。市はスペイン国内で最も重要な羊毛衣類生産地となり、これらの製品が世界的な名声を獲得した。

### 20世紀
アールヌーヴォーと関連したモデルニスモ運動が、1900年代初頭の都市の建築に重要な影響を及ぼした。モデルニスモの建築として、スイス・ホテル（1902年）、ユック邸（1908年）、サバデイ貯蓄銀行（1915年）、給水塔（1918年）、中央市場（1930年）などが挙げられ、これらは20世紀半ばまでに建てられた。
20世紀初頭、タラサとサバデイは最高水準の織物業都市であった。これが天然資源に乏しい土地を推進する力となり、繊維産業、機械製造業や経済の近代化といった産業を押し上げた。この経済活動のため、サバデイは1950年代から1970年代初頭にかけ、スペイン国内から移民の波が押し寄せ、都市圏拡大を管理できず、カ・ノリアクやトーレ＝ロメウのような新たな近隣居住区の創設を促した。
産業と人口の拡大は重要な労働者運動の発生の土壌となった。カタルーニャ愛国者、社会主義者、無政府主義者の政党がスペイン内戦（1936年-1939年）の動乱まで非常に影響力を持っていた。内戦がファシスト側勝利になり、サバデイは退行の段階となった。しかし、1950年代に産業は復活しさらに成長していった。産業は労働者を必要とし、多くの人々がアンダルシア、ムルシア、エストレマドゥーラ、カスティーリャといったスペイン各地から織物産業と機械産業に従事するため集まった。再び、新たな労働者運動とカタルーニャ愛国運動が発生した。これは、カトリック教会の支援を受け、反フランシスコ・フランコ独裁の背景があった。サバデイは、共産主義者、社会主義者、カタルーニャ愛国者、カトリック、その他反フランコ派が集まって多様な党派が組織したカタルーニャ議会の開催地となった。1973年のオイルショック、1975年のフランコの死は、スペインそしてサバデイにおける重要な変化を意味した。経済危機により、経済活動の多様化が進んだ。新たな商業施設、そしてレクリエーション地域（Eix Macià）が伝統ある工場の隣に現れ、市の重要な経済発展を牽引している。

## 交通
主要道路で都市と結ばれている。バルセロナからの所要時間は約20～30分
- 高速道路C-58（バルセロナからマンレーザ内陸方面）
- 高速道路AP-7（フランスからジローナ及びタラゴナ方面）

市内の鉄道路線はバルセロナ近郊区間に含まれ、レンフェ及びカタルーニャ公営鉄道(FGC)でバルセロナと直結している。バルセロナからの所要時間は30～45分
- レンフェR4線（市内には南・中央・北の3駅がある）
- FGC　S2線（市中心部に駅がある、北部への延伸工事中で、北駅でレンフェに接続する）

周辺自治体への近郊バスのほとんどが発着し、地域の中心地となっている。
その他
- サバデイ空港（Aeroport de Sabadell） - 旅客利用はなく、小型飛行機専用の小規模な飛行場。

## 文化

### スポーツ
1992年のバルセロナオリンピックでは、サバデイではサッカー予選が行われた。試合はノバ・クレウ・アルタ・スタジアムで行われた。このスタジアムは、サッカークラブのCEサバデルのホームスタジアムである。
その他の主要スポーツクラブには、30,000人以上の会員のいるクラブ・ナタシオー・サバデイCNS（水球と水泳）、ウニオン・エシクルシオニスタ・デ・サバデイUES、イマイェ＝サバデイ＝ガスパ（バスケットボール）などがある。

### 芸術
歴史的・芸術的な建築物が市内にある。
- サン・ニコラウ教会（Església de Sant Nicolau 11世紀）アラオーナの町であった時代からのものである
- ドゥラン邸（Casa Duran）16世紀の伝統的な田舎の住宅で、市の中央部にある
- スイス・ホテル（Hotel Suís 1902年） 美しい装飾が施されたホテル、現在はホテルとしては利用されていない
- 給水塔（Torre de l'aigua 1918年）モデルニスモ建築
- 中央市場（1930年）モデルニスモ建築
- サバデイ貯蓄銀行（Caixa d'Estalvis de Sabadell 1915年)モデルニスモ建築
- ユック邸（Despatx Lluch 1908年）モデルニスモ建築

### 文化施設
- フィラ・デ・サバデイ（Fira de Sabadell） 工場跡を利用して建設された多目的コンベンションセンター
- 古生物学博物館（Institut Paleontològic Dr. Miquel Crusafont）ミケル・クルサフォントが創設した博物館、化石などが展示されている。
- サバデイ歴史博物館（Museu d'Història de Sabadell）
- サバデイ美術館（Museu d'Art de Sabadell）
- カタルーニャ公園（Parc de Catalunya）1992年に商業施設（l'Eix Macià）と共にオープンした公園。

## ギャラリー

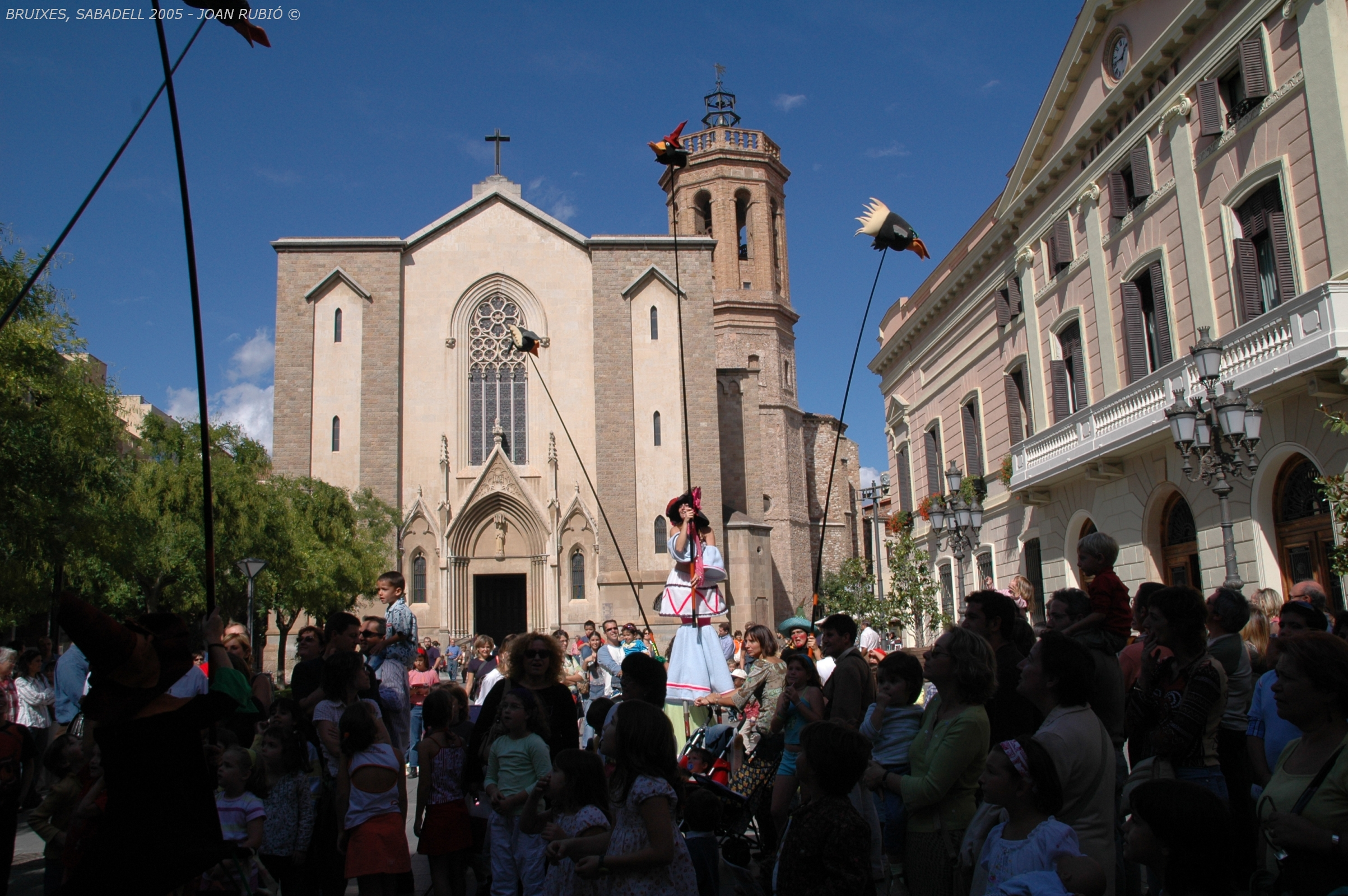
サン・ロック広場
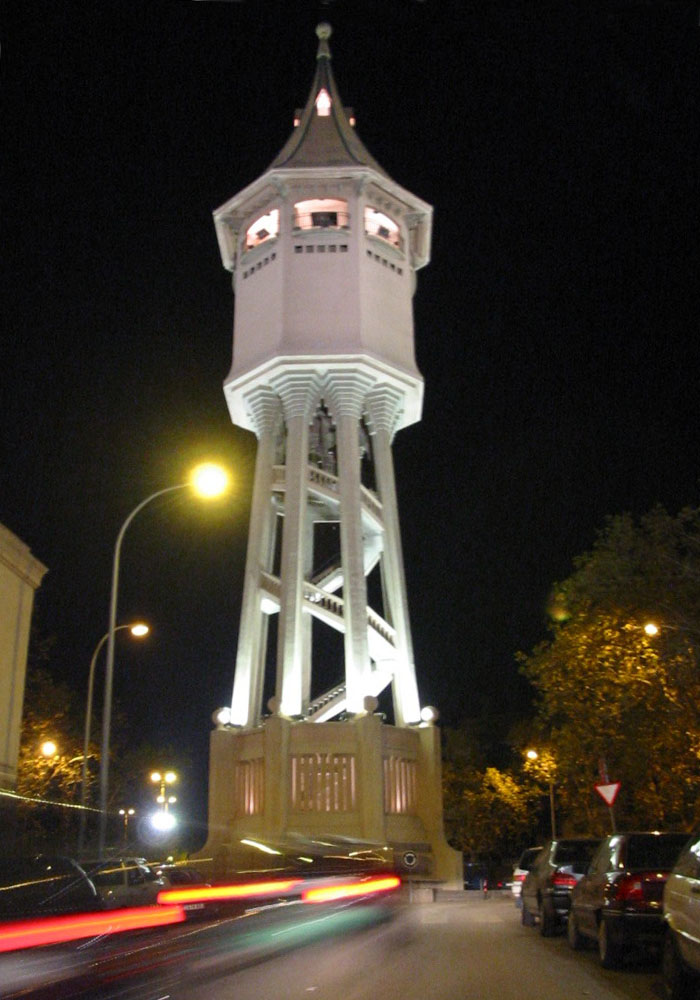
夜の給水塔
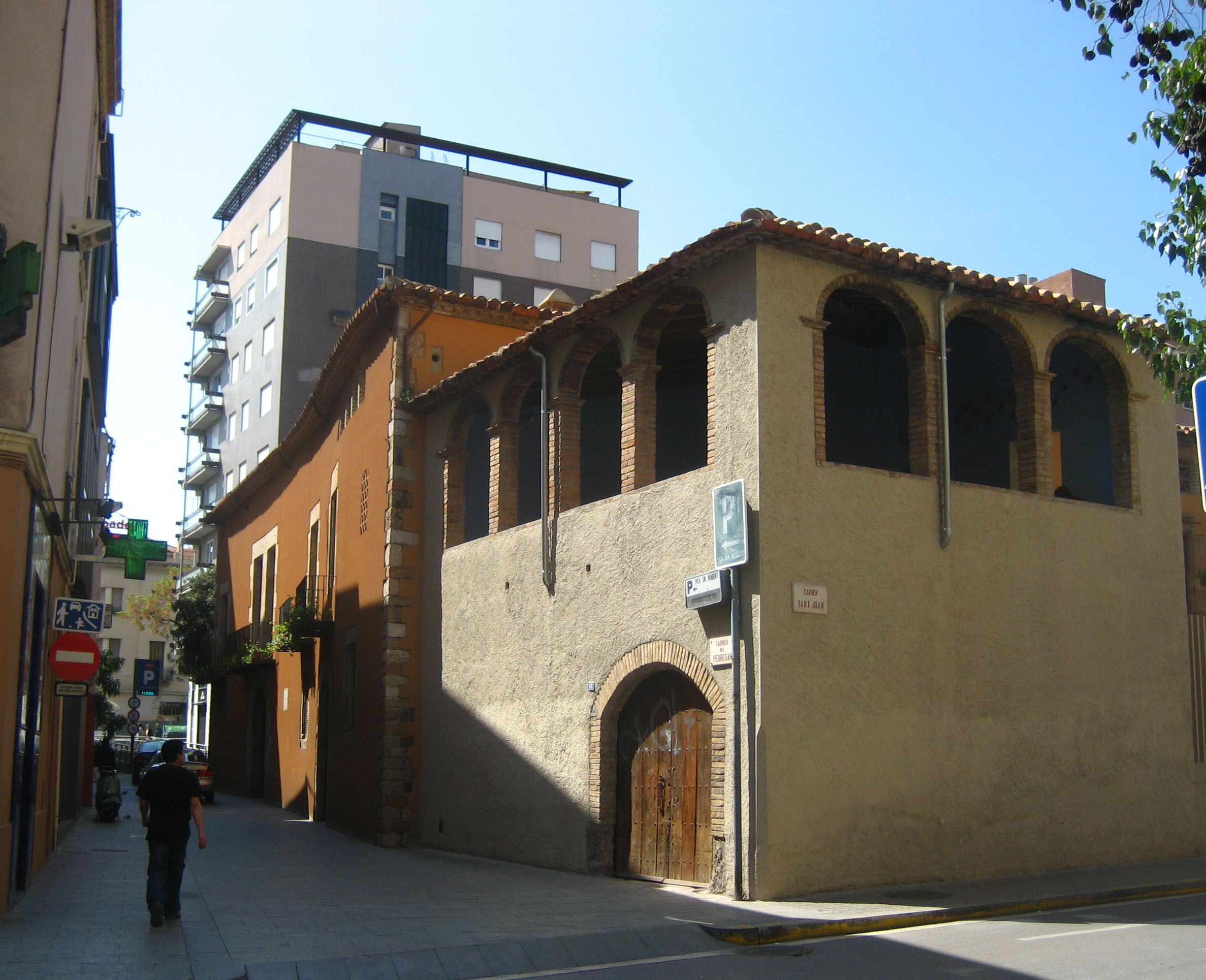
ドゥラン邸
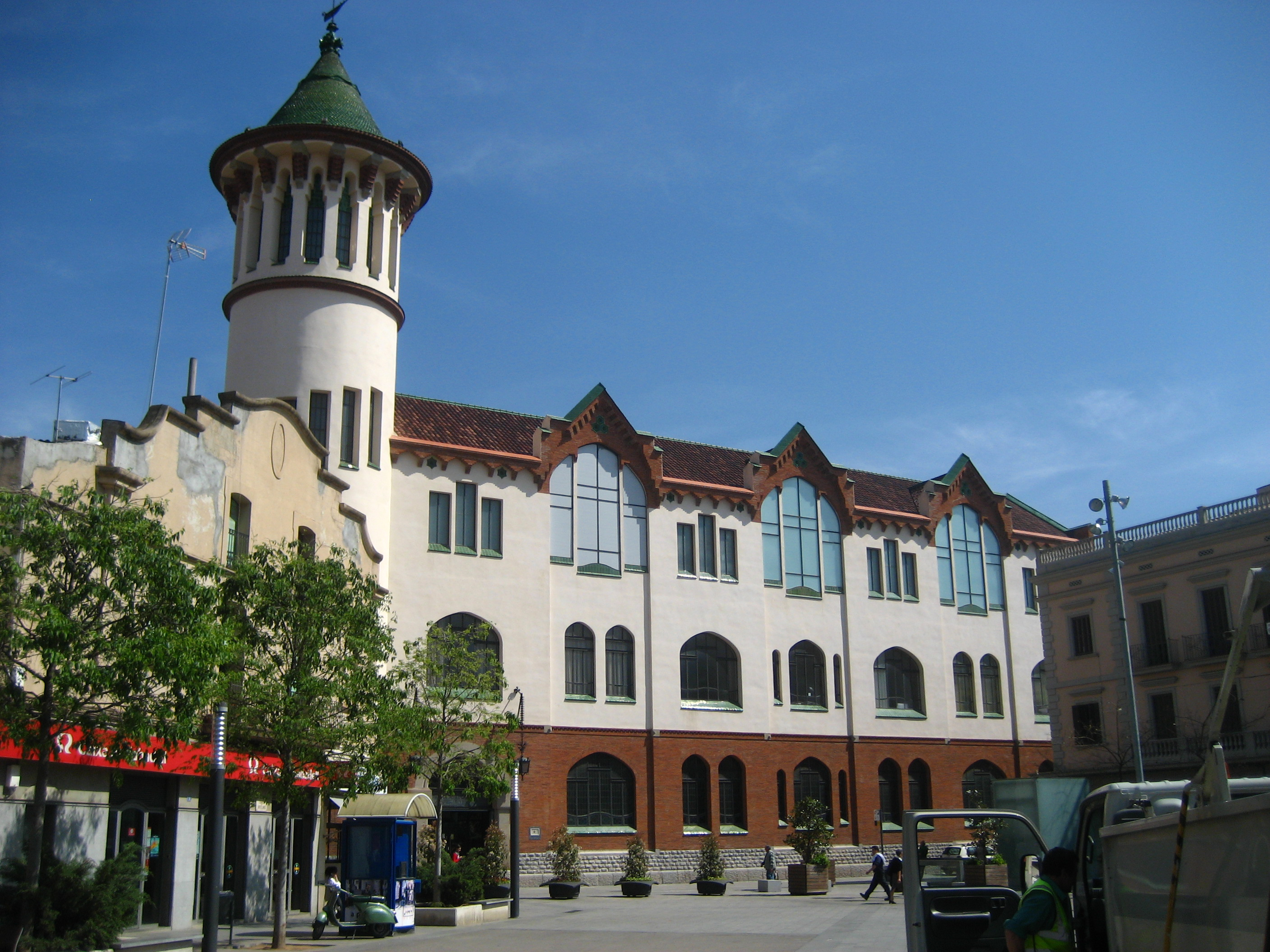
サバデイ貯蓄銀行

## 出身者
- アントニオ・オルモ:サッカー選手。元スペイン代表。
- オレゲール・プレサス:サッカー選手
- マルク・ジェネ:F1ドライバー
- ダニ・ペドロサ:モーターサイクル、ロードレースレーサー
- ロジェール・ガルシア: サッカー選手

## 姉妹都市
- アルグブ、西サハラ
- マタガルパ、ニカラグア
- サラエヴォ、ボスニア・ヘルツェゴビナ

## 参照
1. 1 2  “IEC（カタルーニャ統計局）” (カタルーニャ語).   カタルーニャ自治州政府. 2012年1月29日閲覧。
2. ↑  “Idescat. El municipio en cifras”. www.idescat.cat. 2024年3月14日閲覧。
3. ↑  Poblaciones de hecho desde 1900 hasta 1991. Cifras oficiales de los Censos respectivos.
4. ↑  Cifras oficiales de población resultantes de la revisión del Padrón municipal a 1 de enero.

- Panareda Clopés, Josep Maria; Rios Calvet, Jaume; Rabella Vives, Josep Maria (1989). Guia de Catalunya, Barcelona:Caixa de Catalunya. ISBN 84-87135-01-3 (Spanish). ISBN 84-87135-02-1 (Catalan).